# Svensk Filmdatabas

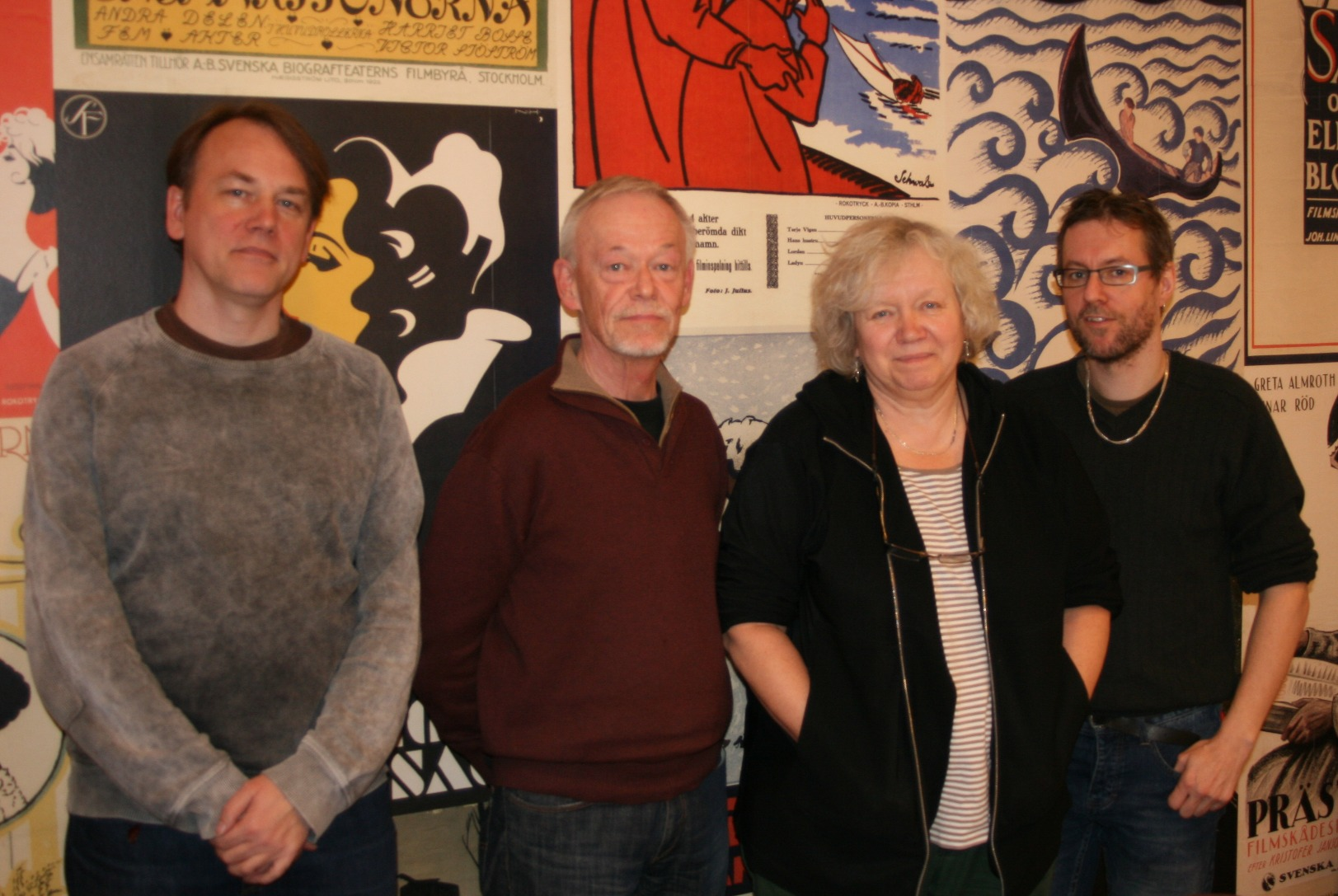
Redaktorzy Svensk Filmdatabas (2009)

Svensk Filmdatabas – szwedzka baza filmowa prowadzona przez Svenska Filminstitutet. Zawiera informacje o wszystkich szwedzkich filmach od 1897 roku i filmach zagranicznych, które miały oficjalną premierę w Szwecji. Zawiera biografię aktorów, reżyserów, producentów, którzy uczestniczyli w tworzeniu szwedzkich filmów. Powstała dzięki wsparciu Stiftelsen Riksbankens Jubileumsfond. Zawiera 62 tys. filmów (w tym 17 tys. szwedzkich) i informacje o 265 tys. ludzi.